# The Marriage Bond
The Marriage Bond er en amerikansk stumfilm fra 1916 af Lawrence Marston.

## Medvirkende
- Nat C. Goodwin - John Harwood
- Margaret Green - Jane Wilton
- Raymond Bloomer
- Anne Jeffson
- P. J. Rollow